# Odontoblast

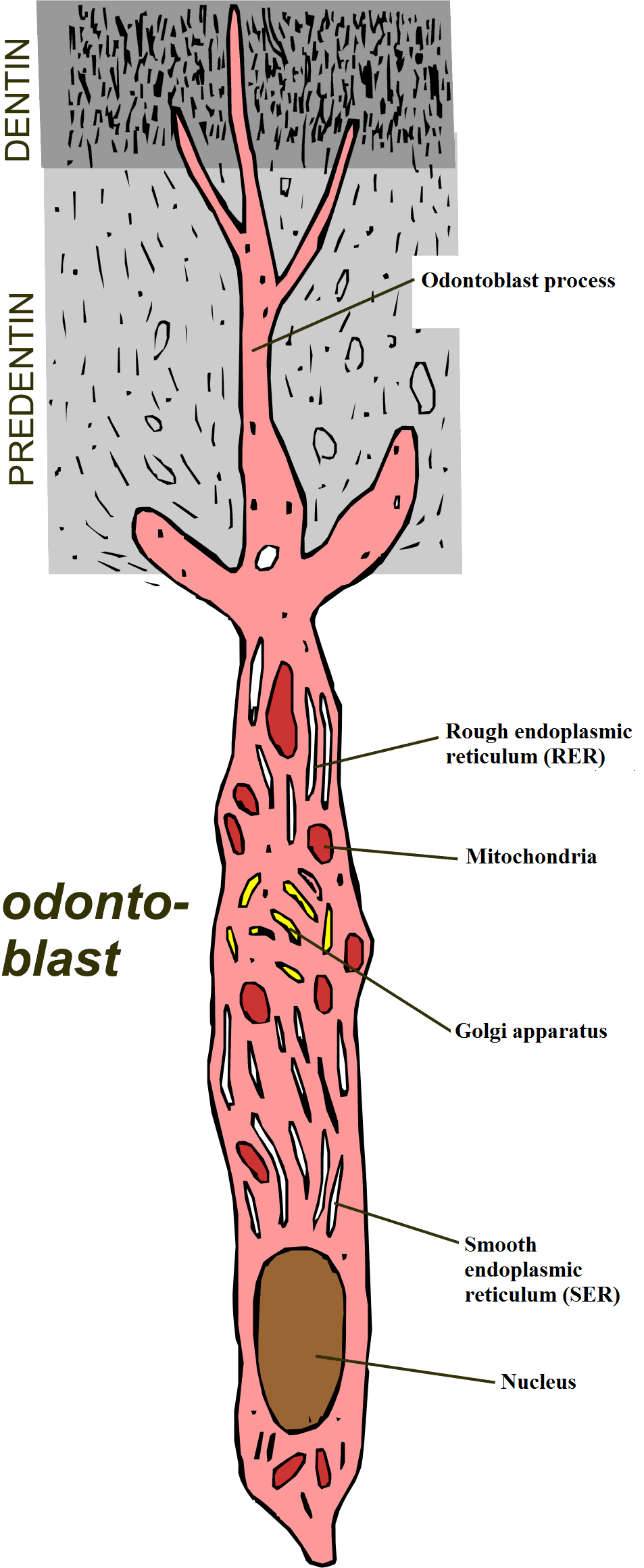
Odontoblast

Ein Odontoblast (Plural: Odontoblasten) ist eine Zelle mesenchymalen Ursprungs. Bei der Zahnentstehung induzieren Epithelzellen der Hertwigschen Epithelscheide die benachbarten Mesenchymzellen dazu, sich in Odontoblasten umzuwandeln. Odontoblasten sitzen an der Grenze zwischen Dentin und Pulpa. Die zylindrischen, palisadenförmig angeordneten Zellen bilden lebenslang Dentin, wodurch die Größe des Pulpencavums mit zunehmendem Alter immer kleiner wird. Deswegen heißen sie auch Dentinoblasten oder Zahnbeinbildner. Ihre Zellfortsätze, die Tomes’schen Fasern, ragen in die bei der Dentinbildung entstehenden Kanälchen (Tubuli) hinein. Odontoblasten stehen mit freien Nervenendigungen in Kontakt und spielen bei der Entstehung des Schmerzreizes eine Rolle.